# Sam Ehlinger
Samuel George Ehlinger (Austin, Texas, 30 de septiembre de 1998) más conocido como Sam Ehlinger, es un jugador profesional estadounidense de fútbol americano que se desempeña en la posición de quarterback en Indianapolis Colts, equipo de la National Football League (NFL).

## Carrera
Fue seleccionado en la sexta ronda en la Reunión Anual de Selección de Jugadores de la NFL de 2021. Hizo su debut profesional con el equipo Indianapolis Colts, donde lleva jugando tres temporadas.